# ماتاموروس
ماتاموروس هي مدينة مكسيكية تتبع ولاية تاماوليباس، بلغ عدد سكانها 520٬367 نسمة، في 2015، تبلغ مساحتها 4٬045٫62 كيلومتر مربع، رمزها البريدي هو 87300.

## المناخ
يظهر الجدول التالي التغييرات المناخية على مدار السنة لماتاموروس:
| البيانات المناخية لـماتاموروس                     | البيانات المناخية لـماتاموروس | البيانات المناخية لـماتاموروس | البيانات المناخية لـماتاموروس | البيانات المناخية لـماتاموروس | البيانات المناخية لـماتاموروس | البيانات المناخية لـماتاموروس | البيانات المناخية لـماتاموروس | البيانات المناخية لـماتاموروس | البيانات المناخية لـماتاموروس | البيانات المناخية لـماتاموروس | البيانات المناخية لـماتاموروس | البيانات المناخية لـماتاموروس | البيانات المناخية لـماتاموروس |
| الشهر                                             | يناير                         | فبراير                        | مارس                          | أبريل                         | مايو                          | يونيو                         | يوليو                         | أغسطس                         | سبتمبر                        | أكتوبر                        | نوفمبر                        | ديسمبر                        | المعدل السنوي                 |
| ------------------------------------------------- | ----------------------------- | ----------------------------- | ----------------------------- | ----------------------------- | ----------------------------- | ----------------------------- | ----------------------------- | ----------------------------- | ----------------------------- | ----------------------------- | ----------------------------- | ----------------------------- | ----------------------------- |
| الدرجة القصوى °م (°ف)                             | 34 (93)                       | 34 (94)                       | 41 (106)                      | 39 (102)                      | 39 (102)                      | 39 (103)                      | 39 (103)                      | 41 (105)                      | 41 (105)                      | 37 (99)                       | 37 (98)                       | 34 (94)                       | 41 (106)                      |
| متوسط درجة الحرارة الكبرى °م (°ف)                 | 21.5 (70.7)                   | 23.3 (73.9)                   | 26.1 (79.0)                   | 28.8 (83.9)                   | 31.4 (88.6)                   | 33.5 (92.3)                   | 34.3 (93.7)                   | 34.7 (94.5)                   | 32.6 (90.6)                   | 29.8 (85.7)                   | 26.2 (79.2)                   | 22.2 (72.0)                   | 28.7 (83.7)                   |
| المتوسط اليومي °م (°ف)                            | 16.2 (61.2)                   | 17.9 (64.3)                   | 20.7 (69.3)                   | 23.8 (74.9)                   | 26.9 (80.4)                   | 28.9 (84.0)                   | 29.4 (85.0)                   | 29.7 (85.4)                   | 27.7 (81.8)                   | 24.6 (76.3)                   | 20.8 (69.4)                   | 16.8 (62.3)                   | 23.6 (74.5)                   |
| متوسط درجة الحرارة الصغرى °م (°ف)                 | 10.9 (51.6)                   | 12.6 (54.7)                   | 15.3 (59.6)                   | 18.8 (65.9)                   | 22.4 (72.3)                   | 24.3 (75.7)                   | 24.6 (76.3)                   | 24.6 (76.2)                   | 22.8 (73.1)                   | 19.4 (66.9)                   | 15.3 (59.6)                   | 11.5 (52.7)                   | 18.6 (65.4)                   |
| أدنى درجة حرارة °م (°ف)                           | −8 (18)                       | −11 (12)                      | −2 (28)                       | 3 (37)                        | 5 (41)                        | 13 (56)                       | 14 (57)                       | 16 (60)                       | 11 (51)                       | 2 (35)                        | −3 (27)                       | −9 (15)                       | −11 (12)                      |
| الهطول مم (إنش)                                   | 32 (1.27)                     | 27 (1.07)                     | 31 (1.23)                     | 39 (1.53)                     | 67 (2.64)                     | 65 (2.56)                     | 52 (2.04)                     | 62 (2.44)                     | 150 (5.92)                    | 95 (3.74)                     | 46 (1.81)                     | 29 (1.15)                     | 696 (27.41)                   |
| متوسط أيام هطول الأمطار (≥ 0.01 in)               | 7.3                           | 5.5                           | 4.4                           | 4.0                           | 4.9                           | 5.9                           | 5.3                           | 6.6                           | 10.0                          | 7.5                           | 6.0                           | 7.0                           | 74.4                          |
| ساعات سطوع الشمس الشهرية                          | 130.2                         | 152.6                         | 207.7                         | 234.0                         | 266.6                         | 306.0                         | 334.8                         | 306.9                         | 252.0                         | 229.4                         | 165.0                         | 130.2                         | 2٬715٫4                       |
| المصدر #1: NOAA (normals 1981–2010)               |                               |                               |                               |                               |                               |                               |                               |                               |                               |                               |                               |                               |                               |
| المصدر #2: Hong Kong Observatory (sun, 1961–1990) |                               |                               |                               |                               |                               |                               |                               |                               |                               |                               |                               |                               |                               |

## مدن توأم
المدن التوأم:
- براونزفيل، تكساس.

## أعلام
- إنريكي كارديناس غونزاليس
- كارلوس ألبرتو غارسيا غونزاليس
- خوان غارسيا
- بيدرو غيلبرتو فارغاس
- غوستافو كارديناس غوتيريز